# Secretarie van State en Oorlog
De Secretarie van State en Oorlog was een instelling gecreëerd door koning Filips II om toezicht te houden op de Spaanse Nederlanden. Ze functioneerde tot het einde van het Oostenrijkse bewind in 1794. De Secretaris van State en Oorlog (Spaans: Secretario de Estado y de Guerra; Duits: Staats- und Kriegssekretar; Frans: Secrétaire d'Etat et de Guerre) was geaccrediteerd bij de landvoogd in Brussel maar werd aangesteld door de koning. Hij was belast met diplomatieke correspondentie en met het bestuur van het Leger van Vlaanderen. In de loop van de 18e eeuw kreeg hij ook binnenlandse taken.

## Geschiedenis
De instelling werd eind 16e eeuw, in volle Tachtigjarige Oorlog, opgericht omdat de achterdochtige Filips II de toenmalige landvoogd Alexander Farnese niet echt vertrouwde. De titel dook in 1594 voor het eerst op in een officieel document maar de regeling van de functie lijkt pas in 1598 te zijn uitgevaardigd, jaar van de Akte van Afstand. Filips stelde een Castiliaans vertrouwensman aan die de taken zou overnemen van de vroegere privésecretaris van de landvoogd. Deze Secretaris van State en Oorlog, die zou functioneren naast de reeds in 1531 opgerichte Secretarie van State en de Raad van State, werd benoemd en betaald vanuit Spanje. Zijn primaire taak was controle uit te oefenen op de landvoogd en de ogen en oren zijn van Madrid. Hij moest door middel van geheime briefwisseling de koning continu op de hoogte houden van het reilen en zeilen in de Nederlanden. Behalve met de soeverein en de landvoogd voerde de Secretaris ook correspondentie met Spaanse ministers, landsheren en ambassadeurs. Vanaf halverwege de 17e eeuw begon hij zich ook in te laten met binnenlandse aangelegenheden, waaronder de contacten tussen de landvoogd, de Collaterale Raden, de Admiraliteit en de hooggerechtshoven. Daarmee kwam de instelling op het terrein van de Audiencier. De coördinerende rol van de Secretaris van State en Oorlog maakte hem tot een machtig man.
Door de Franse bezetting tijdens de Spaanse Successieoorlog hield het ambt op te bestaan. Wellicht gebeurde dit reeds in 1702, al houden verschillende historici het op 1711. In elk geval benoemde keizer Karel VI in 1717 een nieuwe Secretaris van State en Oorlog. Gaandeweg werd de binnenlandse bevoegdheid steeds belangrijker. In 1775 nam de Secretarie het beheer van de Gastos secretos over, geheime betalingen die tot dan door de Banque Nettine waren verzorgd.
De hervormingen van keizer Jozef II betekenden in 1787 het einde voor de functie, maar dankzij de Brabantse Omwenteling volgde nog een bewogen coda. Bij de daarop volgende restauratie herstelde keizer Leopold II het ambt (voorlopig op 18 december 1790 en definitief op 29 juli 1791). De Franse inval in november 1792 dwong de Secretaris tot een aftocht met de rest van de regering. Na de Slag bij Neerwinden volgde een tweede restauratie, tot de Slag bij Fleurus het Oostenrijkse gezag in juni 1794 weer verjoeg. Keizer Frans II ontbond zijn Nederlandse regering op 23 juli 1794, maar liet de Secretarie nog voortbestaan in verband met de niet-bezette gebieden Limburg, Luxemburg en Gelre. Op 1 januari 1795 volgde de definitieve opheffing.

## Werking
De Secretarie van State en Oorlog was doorgaans gevestigd in de woning van de ambtsdrager. In de Spaanse tijd was dat systematisch een Spanjaard, die zich evenwel omringde met personeel dat de landstalen machtig was (Frans, Nederlands, Duits). Lange tijd deed hij de aanwervingen naar eigen inzicht. De Secretarie beschikte over een uitgebreid archief dat vrij nauwgezet werd bijgehouden.

## Ambtsdragers
Onder het Spaanse bewind waren de volgende personen Secretaris van State en Oorlog:
- 1592-1596: Estaban de Ibarra
- 1596-1618: Juan de Mancicidor
- 1618-1625: Mateo de Urquina (Oorlog)
- 1618-1625: Pedro de San Juan (State)
- 1625-1633: Pedro de San Juan
- 1634-1636: Martín de Axpe
- 1636-1638: Francisco de Galarreta Ocáriz
- 1638-1643: Miguel de Salamanca (interim 1641 Diego de la Torre)
- 1642-1644: Diego de la Torre (Oorlog)
- 1643-1644: Jerónimo de Almeida (State)
- 1644-1648: Francisco de Galarreta Ocáriz
- 1648-1655: Antonio Navarro Burena
- 1655-1669: Martín de Galarreta Ocáriz
- 1669-1670: José de Mendieta (interim)
- 1670-1672: José de Santurde (interim)
- 1672-1679: Miguel de Iturrieta
- 1672-1675: José de Santurde (interim)
- 1675-1678: José de Urquía (interim)
- 1679-1682: Alonso Carnero
- 1683-1686: Francisco Fernández de Rivero
- 1686-1692: Fernando Pérez de Olmedo
- 1692-1693: Manuel García de León
- 1693-1697: José de Haro y Lira
- 1697-1702: José de Arce

Na de afschaffing tijdens de Spaanse Successieoorlog werd het ambt hersteld. Onder de Oostenrijkers waren er zes Secretarissen van State en Oorlog:
- 1717-1723: Francisco Antonio Navarro
- 1724-1745: Patrick MacNeny
- 1745-1769: Johann Heinrich von Crumpipen
- 1769-1787: Henri-Herman de Crumpipen
- 1790-1792: Guillaume de Feltz
- 1793-1794: Henri de Müller

## Voetnoten
1. ↑  Miguel Angel Echevarría, Flandes y la monarquía hispánica, 1500-1713, 1998, p. 396